# 揚塔洛區
5°58′26″S 77°01′14″W / 5.9740°S 77.0206°W
揚塔洛區（西班牙語：Distrito de Yantalo），是秘魯的一個區，位於該國中北部聖馬丁大區的莫約班巴省，始建於1944年12月30日，面積100.3平方公里，海拔高度830米，2005年人口2,858，人口密度每平方公里28人。